# Црква Светог Георгија у Кремнима
Црква Светог Георгија у селу Кремна, на територији града Ужица, подигнута је у периоду од 1936 до 1939. године и припада Епархији жичкој Српске православне цркве.

## Подизање цркве
До изградње цркве посвећене Светом великомученику Георгију, становници Кремана и околних села за потребе молитве окупљали су се у двема дрвенима капелама, у домаћинству свештеника Захарића и на Збориште, а на празничну литургију и причешће одлазили у цркву у Биоску. Из тог разлога су на Савиндан 1932. године одлучили да саграде цркву, чија је градња започета у лето 1936. године, по пројекту архитекте Момира Коруновића и уз залагање епископа, потоњег митрополита, Јосифа Цвијовића и епископа Николаја Велимировића.
У темеље храма стављена је боца, са записом на пергаменту који гласи: Овај темељ осветили су парох кремански Вукоје Цвијовић, свештеник и парох биоштански Маринко Радојевић, свештеник. Храм грађен за време краља Петра II 1936. године. Црква је завршена у јесен 1939. године, а освештана тек из другог пута 1964. године. Први покушај освећења 1942. године прекинуле су окупационе власти, у пола обреда.

## Архитектура цркве
Црква је саграђена од камена, на крстастој основи са тространом апсидом на истоку и параклисим и куполом, постављеном на коцкасто постоље помоћу пандантифа. На западној страни, испред главног портала, налази се трем ослоњен на два стуба и полукружно засведен. Црквена звона, рад су Живка Р. Бурића, ливца звона из Јагодине, набављена су 1941. године. Мање звоно цркви је даровала креманска општина, а друго веће трговци из Кремана. Епископ Николај Велимировић је из Охрида довео и дрворезбаре и сликаре који су извели иконостас у храму.
Зидне слике, почевши од 1978. године, урадили су сликари из Београда, Мишо и Даница Младеновић, по узору на српско средњовековни живопис.